# 소토야나기 세분
소토야나기 세분(外柳是聞, 1994년 12월 23일~)은 일본기원 소속의 바둑기사이다. 2014년 입단.

## 입상
- 2014년 입단,초단(入段,初段)
- 2016년 2단(二段). 제42기 천원전 본선진출
- 2018년 3단(三段)
- 2021년 제46기 신인왕전 우승 ♦생애 첫 타이틀 획득(상대 우에노 아사미 4단, 2-1), 4단(四段) 승단
- 2023년 5단 승단(상금랭킹에 의한 승단)